# Кржижановське нагір'я
49°20′46″ пн. ш. 16°10′59″ сх. д. / 49.346° пн. ш. 16.183° сх. д.

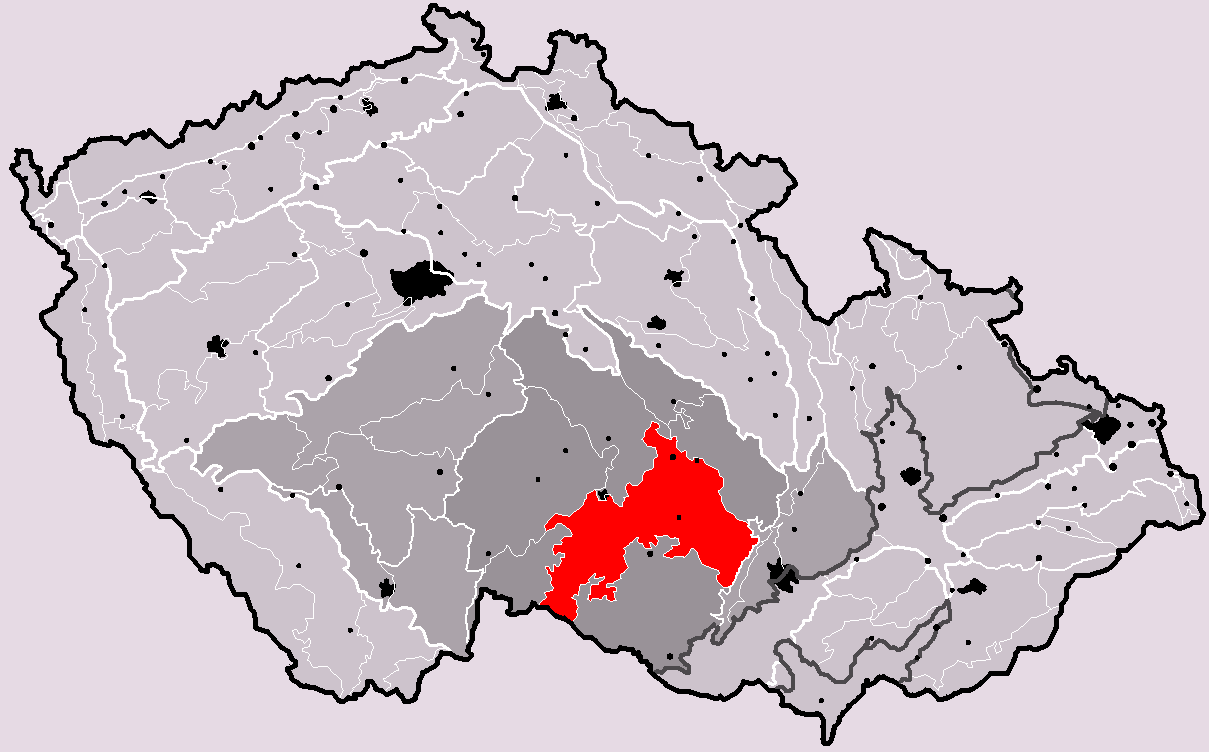
Карта геологічної системи Моравії (червоним позначено Кржижановське нагір'я)

Кржижановське нагір'я (чеськ. Křižanovská vrchovina, нім. Krischanauer Bergland, пол. Wyżyna Krzyżanowska) — гірський хребет, розташований на території Моравії. Разом з Верхньосвратським нагір'ям та Євішовицькими пагорбами формує західноморавську частину молданубіцької зони (чеськ. moldanubická zóna, moldanubikum) — південно-східної частини Чеського масиву. Є основною частиною Чесько-Моравської височини.

## Географія
Гірський хребет підковоподібної форми розташований між містами Ждяр-над-Сазавою на північному заході, Ємніце на південному заході та Тішновим на сході. Площа його становить 2 722 км2, середня висота — 536 метрів. Найвища вершина — Гарусув копець (чеськ. Harusův kopec), висота її становить 741 метр. Інші найвищі вершини — Шпічак (чеськ. Špičák, 733 м), Кийов (чеськ. Kyjov, 702 м), Блажков (чеськ. Blažkov, 694 м), Бртнік (чеськ. Brtník, 681 м), Смрчек (чеськ. Smrček, 674 м), Баба (чеськ. Bába, 666 м) та На Нівах (чеськ. Na Nivách, 662 м). Однією з найнижчих вершин є Пишельська горка (чеськ. Pyšelská horka), висота якої становить 510 метрів.
На південному сході від нагір'я у центральній частині Моравії розташована Босковицька борозна (чеськ. Boskovická brázda), яка є частиною Брненського нагір'я, на півдні — Євішовицькі пагорби. Кржижановське нагір'я на 47% покрите мішаними лісами, де ростуть ялини, липи, клени та берези. Ліси являють собою окремі масиви, проріджені полями.
Серед гірських порід зустрічаються мігматит, граніт, гнейс. Грунтовий горизонт представлений здебільшого флювісолями та камбісолями.
На території Кржижановського нагір'я знаходяться витоки річок Їглава, Ослава, Диє та Рокитна та міста Кржижанов (чеськ. Křižanov), Вєльке-Мезиржичі (чеськ. Velké Meziříčí), Ємніце (чеськ. Jemnice), Ждяр-над-Сазавою, частково Їглава та Нове Место-на-Мораві (чеськ. Nové Město na Moravě) та невелике містечко Остров-над-Ославою.

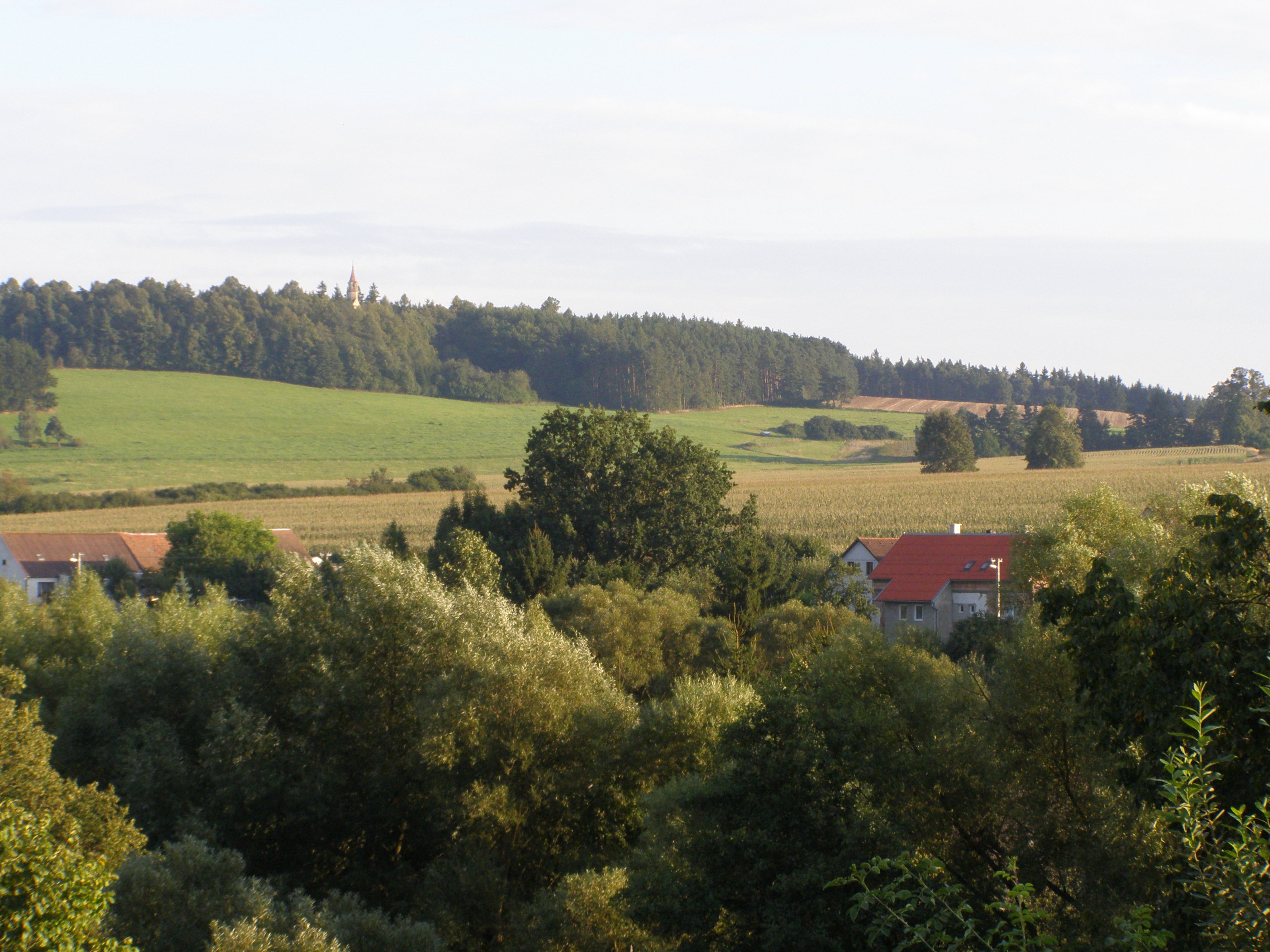
Панорама Цискрайова
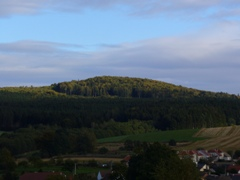
Великий Шпічак
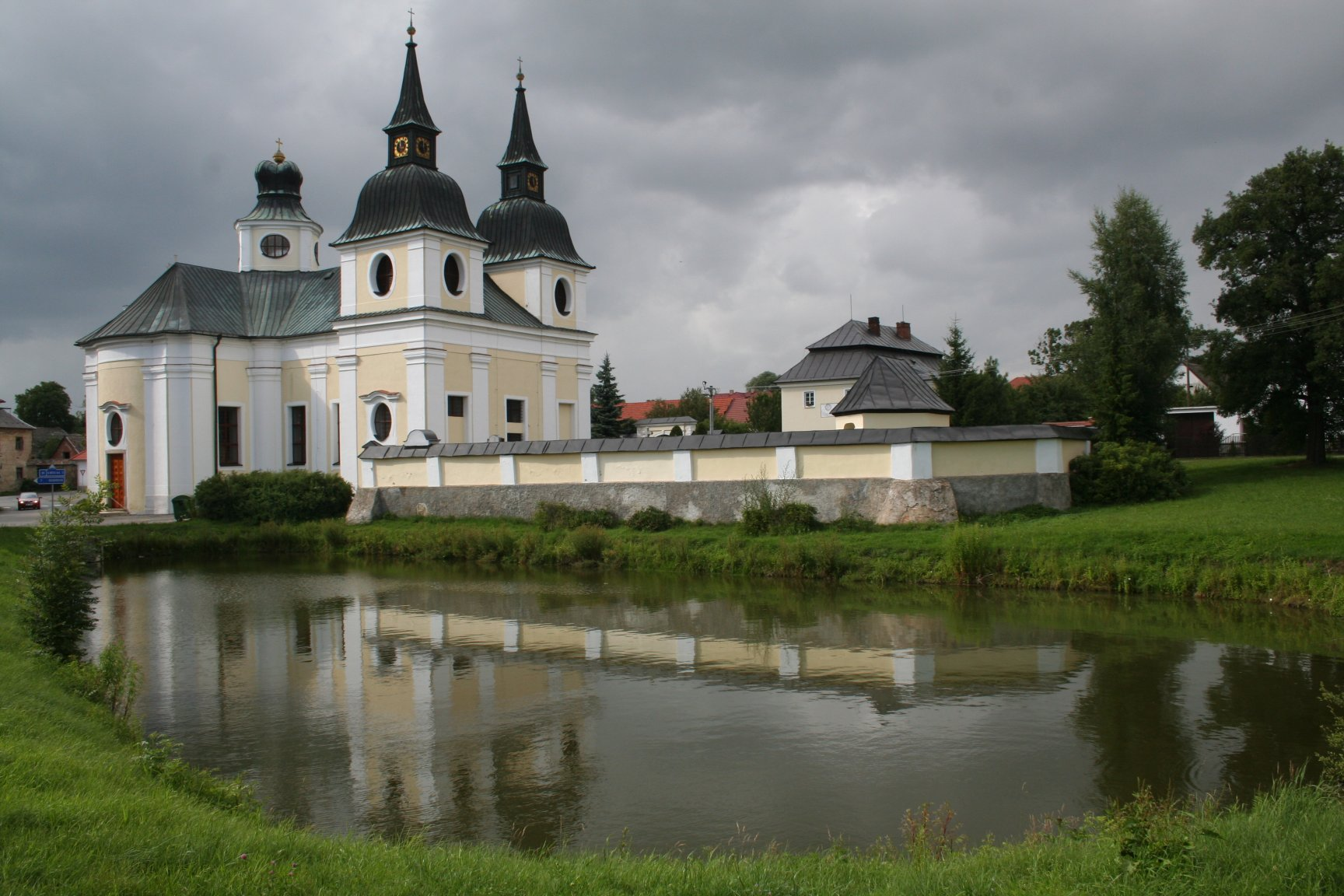
Церква Св. Венцеслава, збудована архітектором Яном Сантіні
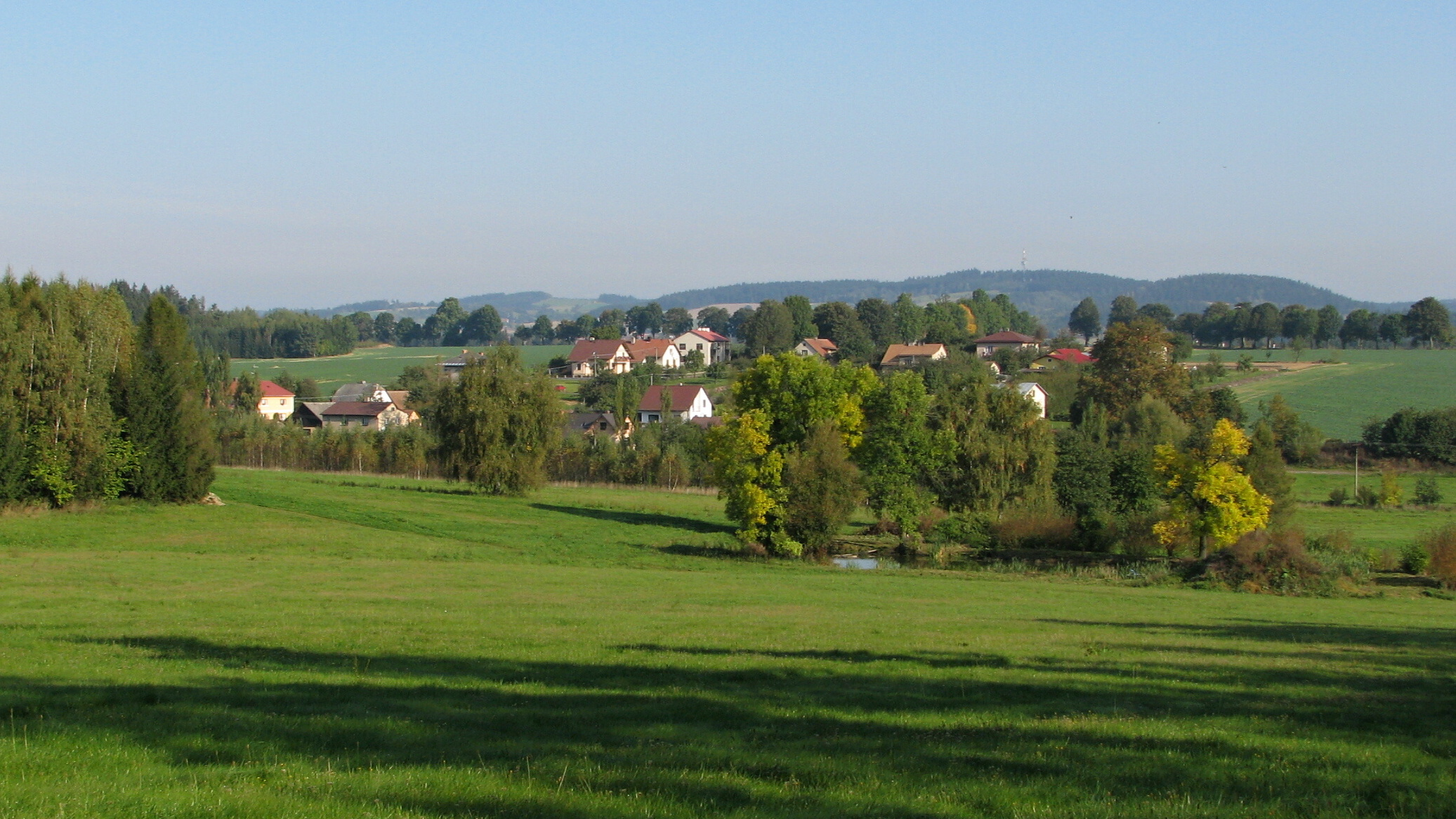
Глінне
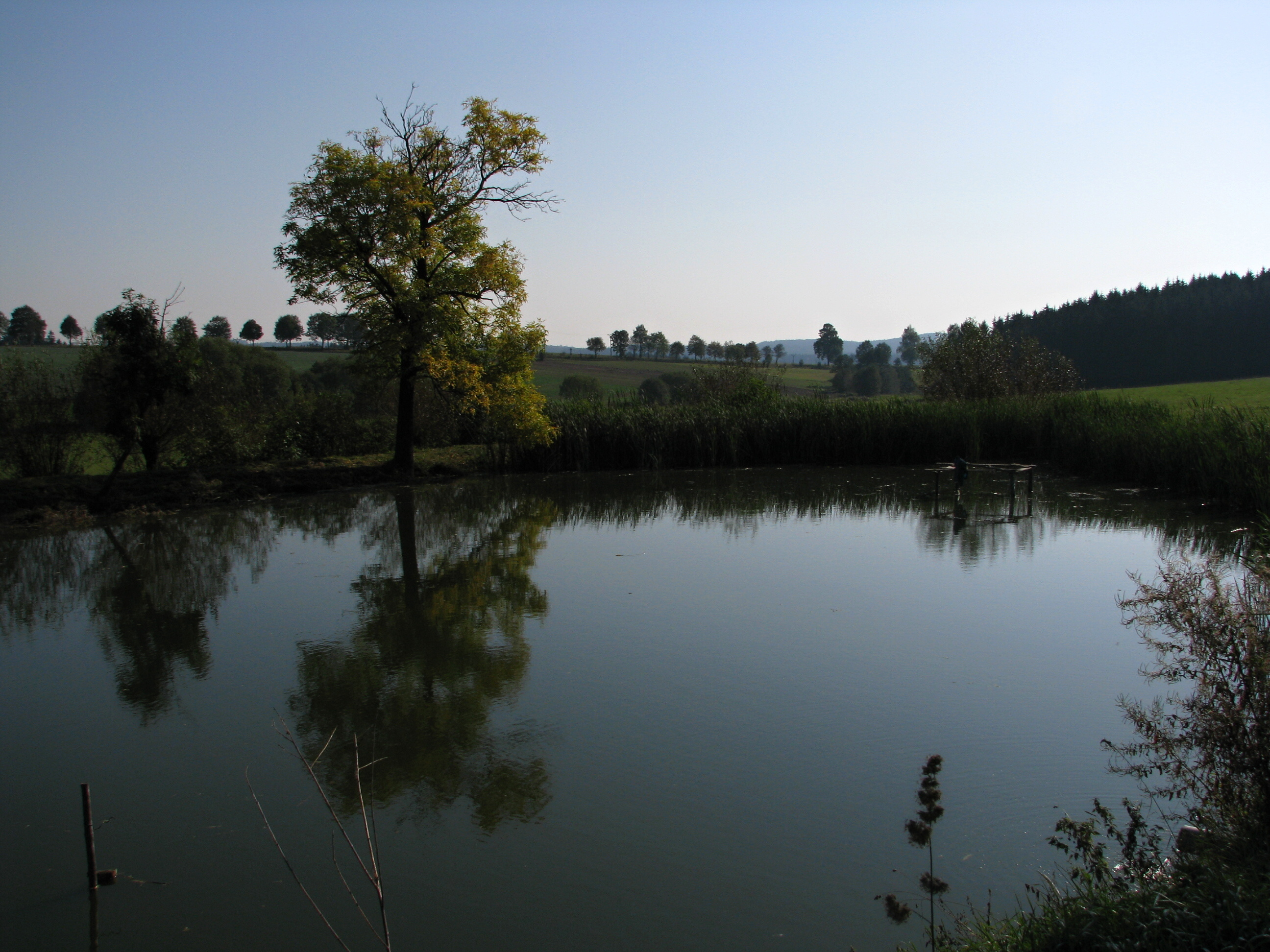
Ставок у Глінному
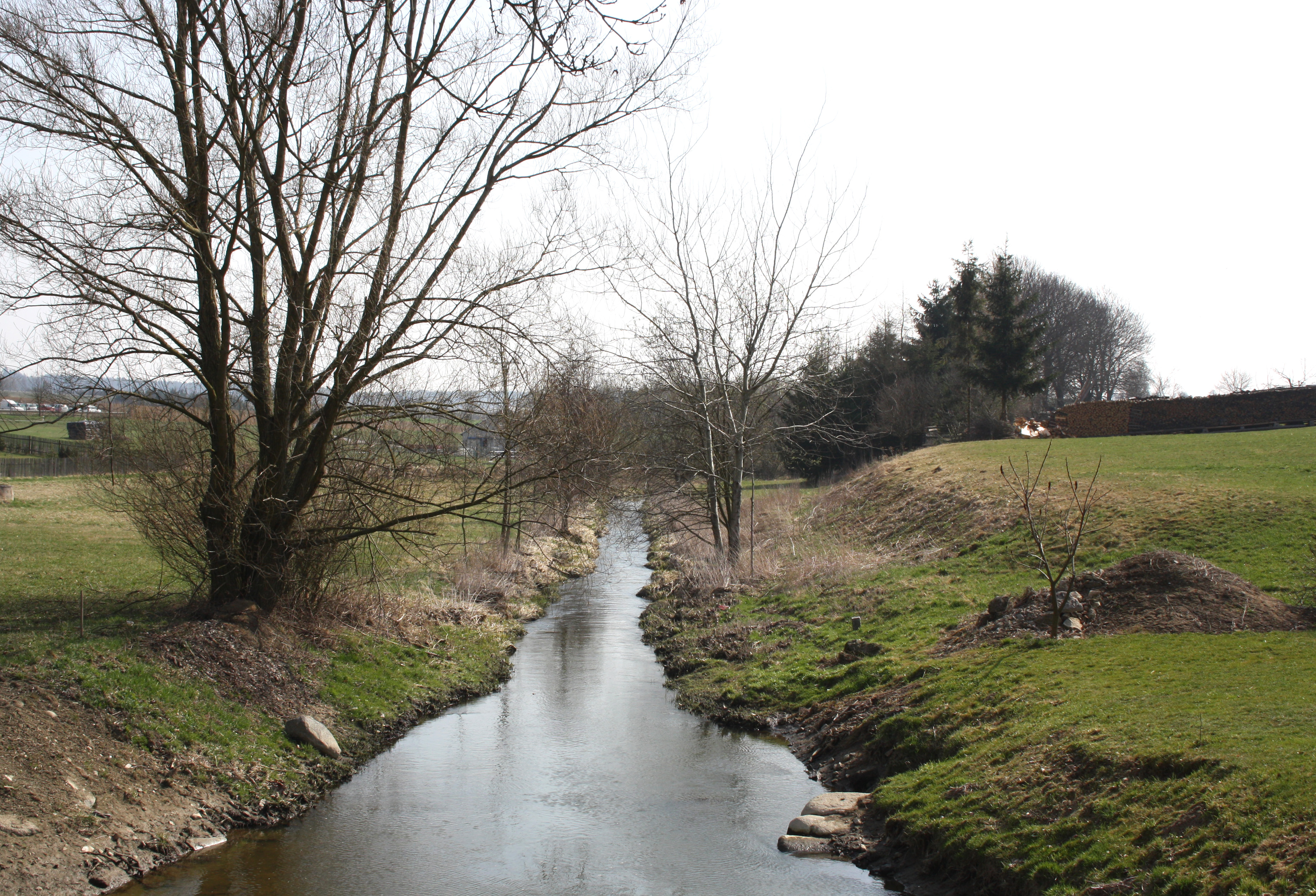
Балінка
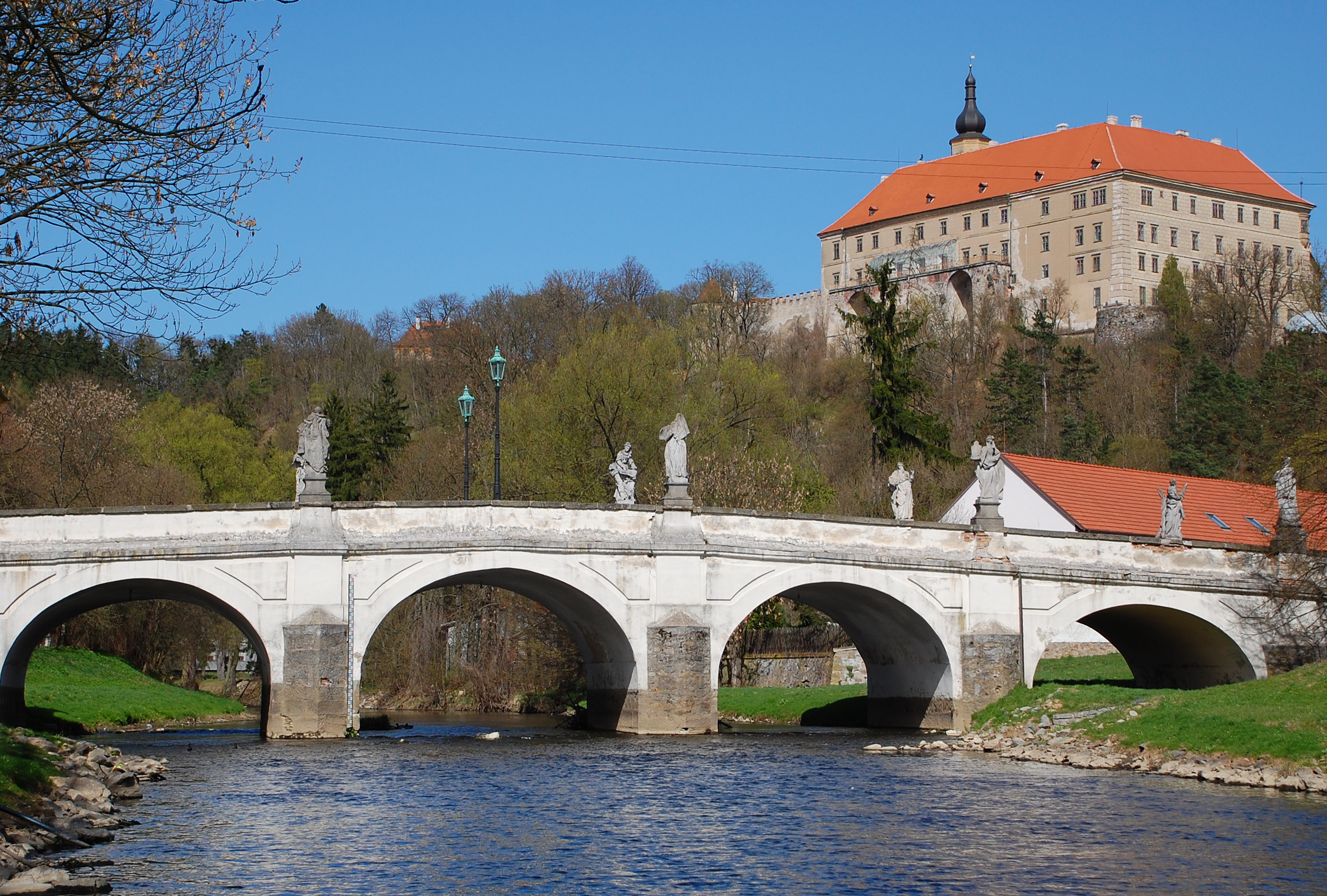
Міст у Наместі-над-Ославою
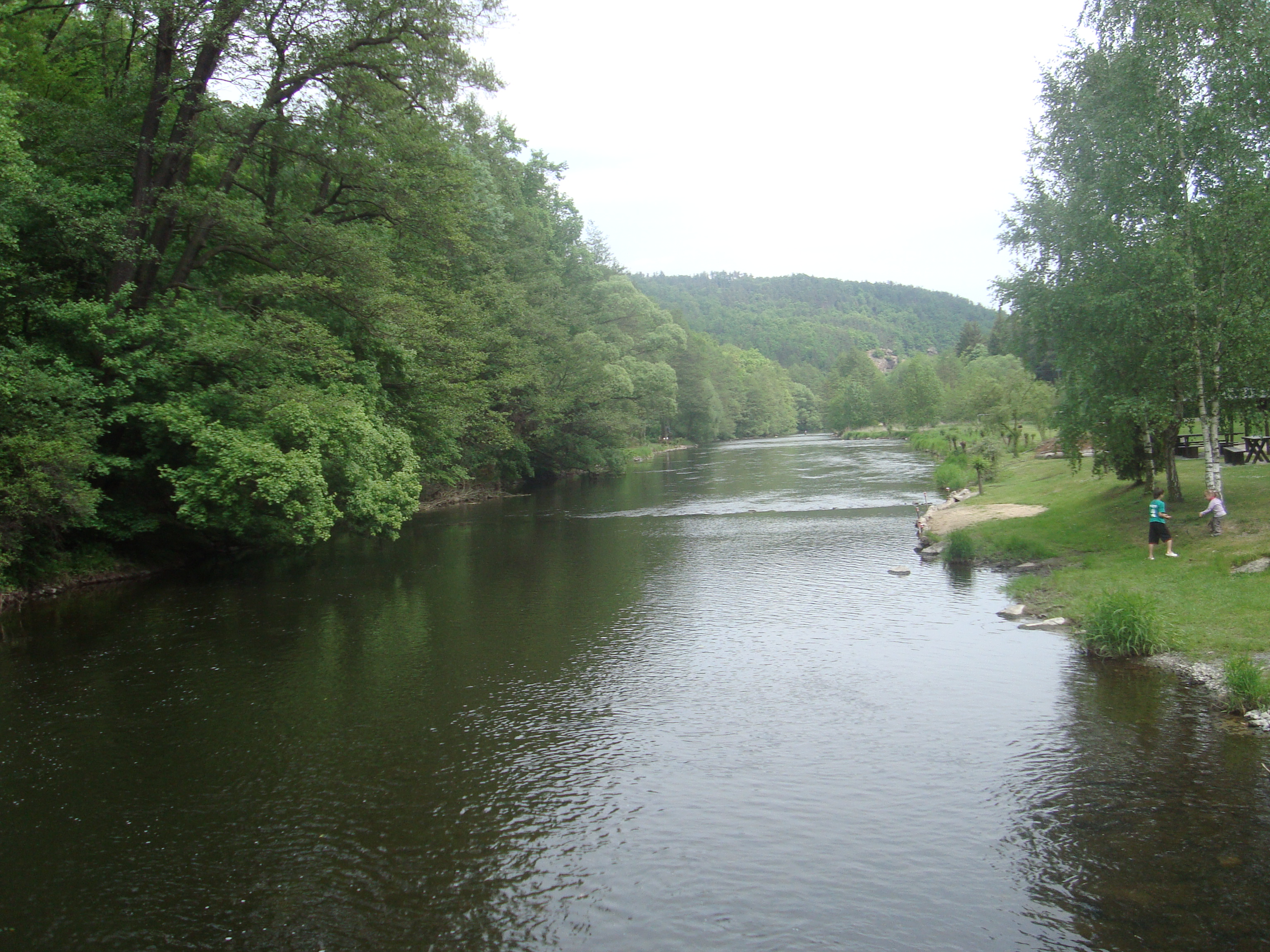
Їглава
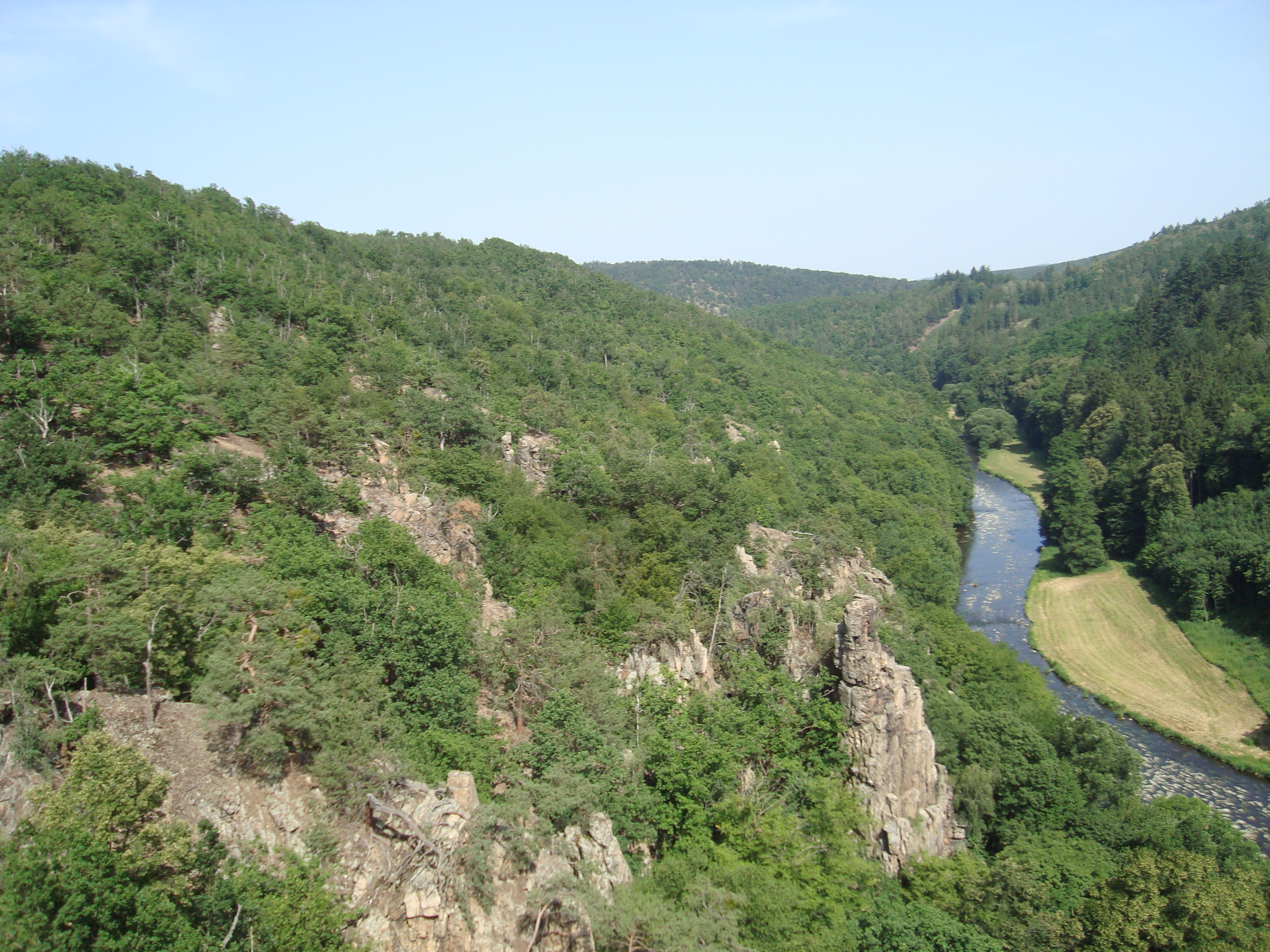
Середньоїглавський каньйон
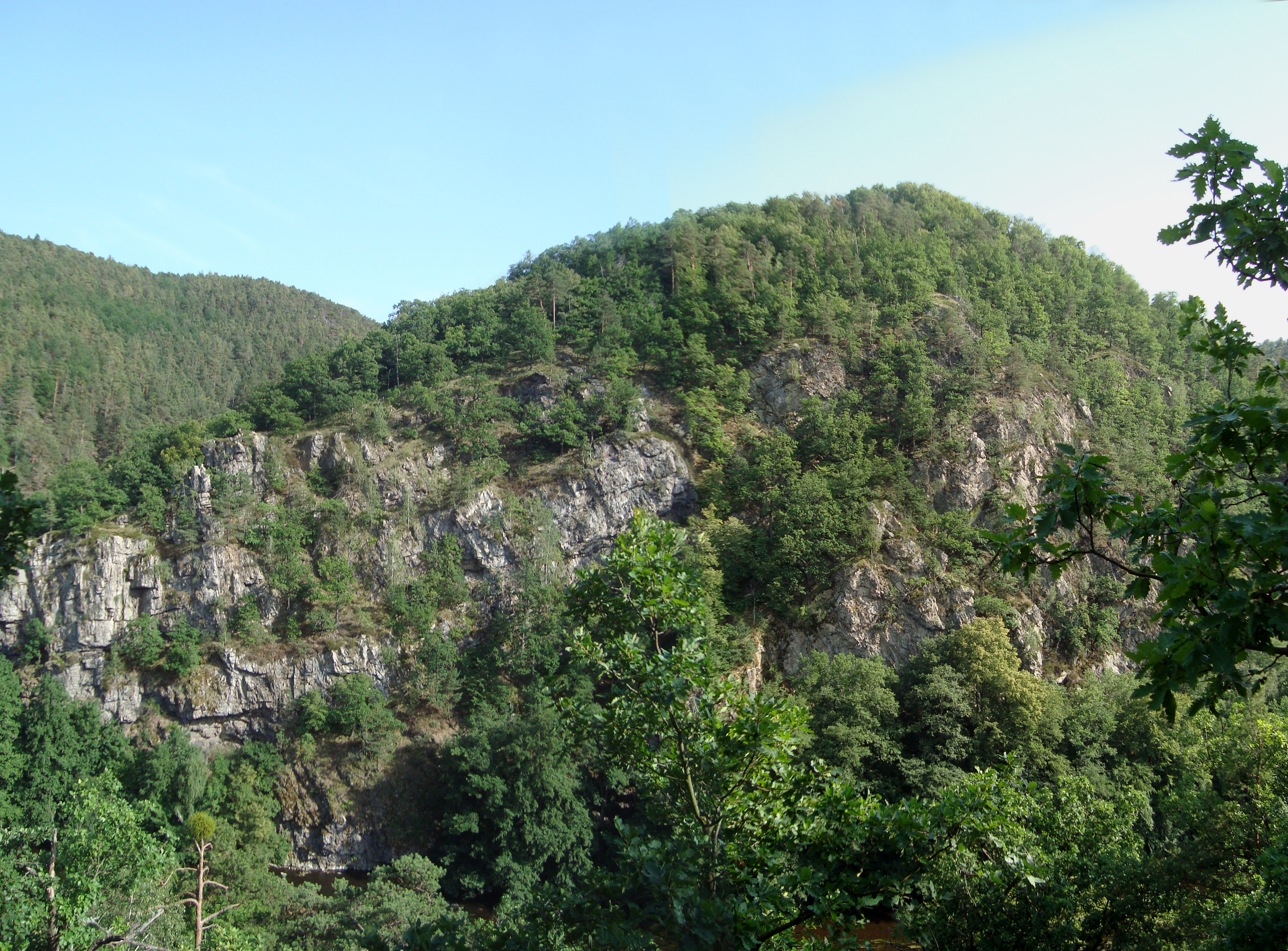
Середньоїглавський каньйон (Велика скала)